# Philesbián de Candaria
Philesbián de Candaria es un libro de caballerías español, de autor anónimo, impreso por Pedro Castro en Medina del Campo en 1542. Su título completo es Libro primero del muy noble y esforzado caballero don Philesbián de Candaria, hijo del noble rey don Felinis de Ungría y de la Reyna Florisena: el cual libro cuenta todas las hazañas y aventuras que acabó el rey Felinis su padre. No lleva dedicatoria. La portada está imitada de la de otro libro de caballerías, Lidamor de Escocia.
Cervantes no mencionó Philesbián de Candaria en el Quijote, aunque es posible que lo haya conocido, dado que citó el nombre de uno de sus personajes, el Caballero del Grifo. Alonso Fernández de Avellaneda sí lo menciona expresamente su Quijote, con el título de Don Florisbián de Candaria y algunas breves referencias a sus personajes, no todas exactas, y lo califica de "libro no menos necio que impertinente".

## Argumento
Obra muy típica del género caballeresco temprano, cuyo interés fundamental se centra en los combates de los protagonistas, Philesbián de Candaria no relata sin embargo las hazañas de ese caballero, sino de su padre, el rey Felinis, hijo del rey Corcindo de Hungría y su esposa Sireda, hermana del duque de Candaria. Separado de sus padres en la niñez y criado por la sabia duquesa Almidana de Safa, Felinis es armado caballero y da cima a numerosas aventuras. Sus hechos se alternan con los de otros caballeros amigos suyos, y con sus amores con la bellísima princesa Florisena de Macedonia. El relato de las proezas de su hijo Philesbián, cuyas hazañas le llevarían a ser Emperador de Alemania, queda para una continuación, que no llegó a ser publicada.

## Contenido
La obra consta de 55 capítulos, en 119 folios numerados y tres más sin numeración. De conformidad con el tópico de la falsa traducción, en el prólogo se afirma que el original fue escrito en griego, después traducido al alemán y por último al español. La acción del libro se inicia "no mucho tiempo después que la silla del imperio de Grecia al de Alemaña fue traspasado", es decir, supuestamente durante el siglo IX.

## Tabla de capítulos
Capítulo primero. En el qual e cuenta el nascimiento del príncipe Felinis de Ungria, padre de don Philesbian de Candaria
Cap. II. De como el príncipe Felinis de Ungria e la infanta Lecifa su cormana fueron llevados del reino de Ungria por una extraña aventura. 
Cap. III. Como Galameres de Baimes llevó las nuevas de la pérdida de los príncipes al rey Corcindo su señor. E lo que después avino. 
Cap. IV. Como el príncipe Felinis e la hermosa infanta Lecifa su cormana fueron llevados a la isla de Sapha, que de la sabia duquesa Almidana era, e de lo que ay vieron. 
Cap. V. Como la duquesa Almidana de Sapha mostro al príncipe Felinis e a la hermosa Lecifa la su sala Phileria, e les declaro quien [sic] eran los cavalleros que les traxeran, e la causa porque allí les hizo venir. 
Cap. VI. Como la duquesa Almidana de Sapha embio sus mensajeros por muchas partes para quien quiera que quisiesse aver cumplimiento de su desseo e lo alcançar, viniesse al castillo del grifo, al Passo de Aleda, a justar con dos cavalleros que le guardavan, e de las aventuras que ay vinieron. 
Cap. VII. Como Perindeo de la Roca se combatió con Castelmambra de Corintho y sus cormanos e lo que ay avino.  
Cap. VIII. Como la donzella de Macedonia hallo por medio de Alniba al jayan Poderon del Valle Escuro, e le prometio hazer cumplir su demanda contra los cavalleros del Passo de Aleda.  
Cap. IX. Como el jayan Poderon del Valle Escuro se combatió con los dos cormanos que aguardavan el Passo de Aleda cabe el castillo del grifo, e de lo que ay acaescio. 
Cap. X. Como la duquesa Almidana de Sapha se fue con todos aquellos cavalleros e infantes e compaña que al Passo de Aleda fueran al su castillo del lago, e de la batalla que ovo el jayan Poderon del Valle Escuro con Licedo príncipe de Panonia, e de las aventuras que ay después acaescieron. 
Cap. XI. Como la duquesa Almidana dio el cumplimiento de sus desseos a todos los cavalleros y donzellas que al su castillo del lago fueron, e de los desposorios que ay ovo. 
Cap. XII. Como el príncipe Armiran de Suecia y Perindeo de la Roca se partieron para Suecia con todas las donzellas extrañas que ay eran, e de lo que en el camino les acaescio. 
Cap. XIII. De la extraña aventura que al jayan Maleorte de Bradança le avino con las dos infantas, e como fueron libradas por el jayan Poderon del Valle Escuro de la prisión en que eran. 
Cap. XIV. De la batalla que el jayan Poderon ovo con Odorpo de la Delfa e Eliber de Bradança, e como llevó las infantas a Sapha. 
Cap. XV. Como Armiran de Suecia e Pernideo [sic] de la Roca fueron encantados en el castillo de la assa feroz por las dos magas Zulbaya y Dayfalea moras, e de lo que en el vieron. 
Cap. XVI. Como los jayanes Maleorte de Bradança e Bramafeo el fuerte se juntaron con el rey Hermior de Panonia para ir encontra de los que fueron en la muerte del príncipe Licedo de Panonia su hijo, e lo que desto avino. 
Cap. XVII. Como el príncipe Felinis de Ungria e el jayan Poderon del Valle Escuro e Polibio se partieron de Sapha para Macedonia, e como vieron a la muy hermosa princesa de aquel reino Florisena, e lo que de su vista se causo. 
Cap. XVIII. Como la princesa Florisena de Macedonia conto a Leonisa de Frigia el sueño de admiracion que soñara, e como fue admiracion que soñara [sic], que como fue armado cavallero el príncipe Felinis ante ella, dándole ella de su mano el espada. 
Cap. XIX. De las aventuras que al príncipe Felinis le avinieron llamandose el Cavallero de los Coraçones, después que fue armado cavallero ante la muy hermosa princesa de Macedonia. 
Cap. XX. Como el Cavallero de los Coraçones e el jayan Poderon e Belescindo el hermoso fueron al reino de Suecia, e de las aventuras que ay les acaescieron. 
Cap. XXI. De las victorias que el príncipe Felinis, que el Cavallero de los Coraçones era, con sus compañeros Poderon e Belescindo contra la gente de los jayanes [tuvo], e como ovieron en su compañía al esforçado Dorian de las Quiebras. 
Cap. XXII. [Cómo] Felinis, que el Cavallero de los Coraçones [era], y su compaña se vieron con el marqués Origel de la Roca, e de lo que determinaron hazer encontra de la gente de los jayanes e del rey Hermior de Panonia. 
Cap. XXIII. Como los jayanes hablaron con el rey Hermior sobre el desafío que se hiziesse contra el Cavallero de los Coraçones, e como fue otorgada la batalla por el y cinco cavalleros encontra de los jayanes e iiii. cavalleros de su linaje. 
Cap. XXIV. De la batalla que el príncipe Felinis de Ungria e sus cinco compañeros ovieron con el rey Hermior e los jayanes e lo que en ella acaescio. 
Cap. XXV. Como el rey Hermior de Panonia cumplió lo que prometiera antes de la batalla hazer, e se fue a su reino, e de lo que el príncipe Felinis hizo con aquellos cavalleros que con el fueran en la batalla.  
Cap. XXVI. Como el Cavallero de los Coraçones se partió para la corte de la reina Sibalunda de Suecia, e de lo que ay acaescio.  
Cap. XXVII. Como la infanta Dolobela de Suecia hablo al Cavallero de los Coraçones e la reina su madre, e le pidio un don, el qual le otorgó. 
Cap. XXVIII. Como el príncipe Felinis de Ungria se partió del reino de Suecia en busca de Armiran de Suecia e Perindeo de la Roca, que encantados eran. 
Cap. XXIX. Como el príncipe Felinis de Ungria, que el Cavallero del Grifo se llamo, e Melianes de la Selva se encontraron con los dos cavalleros de las flores provados en el castillo de la assa feroz, e se apartaron de en uno por una aventura. 
Cap. XXX. Como el príncipe Felinis de Ungria, que el Cavallero del Grifo se llamava, se partió de los dos cormanos a desencantar a Armiaan [sic] e Perindeo, e de la batalla e aventura que ovo con el Cavallero de las Dos Hermanas. 
Cap. XXXI. Como el príncipe Felinis saco del encantamiento [en] que eran Armiran de Suecia e Perindeo de la Roca los dos cormanos, e los llevó al castillo del grifo, al ducado de Sapha. 
Cap. XXXII. Como el príncipe Felinis se combacio con el cavallero negro e se conoscieron e se fueron todos juntos todos a Sapha. 
Cap. XXXIII. De lo que las magas Zulbaya y Dayphalea hizieron después que supieron ser desencantados Armiran [y] Perindeo por el príncipe Felines. 
Cap. XXXIV. Como Ariel de la Roca e Galerindos de Argoya ovieron batalla con Atroin de la Rierta e Bastrodas de la Torre, e lo que después acontescio. 
Cap. XXXV. De las aventuras que a los dos cormanos con sus donzellas les avinieron yendo a Sapha. E como Carinda fue libre del cavallero que en prisión llevar[la] quería por otro cavallero que hallo en la floresta, que de su señora la reina Sireda era, e lo que sobre esto avino. 
Cap. XXXVI. Como Ariel de la Roca e Galerindos de Argoya e Balmar de Ungria fueron presos por Limparo de la Sierra e Landayo de Norla en el castillo de la glaça. E de lo que el príncipe Felines hablo con Astileo de Candaria, yendose Armiran e Perindeo con sus dueñas en Suecia. 
Cap. XXXVII. Como el príncipe Felinis se partió del castillo de las quiebras para ir en Macedonia en busca de Artilio de Brigel su amo, e de las aventuras que le acaescieron. 
Cap. XXXVIII. Como el príncipe Felinis saco de la prisión en que estavan Garnestes de Dilcidia e Polibio e Eliber, e determino ir al castillo de la glaça, de donde saco a Galerindos e Ariel, e hallo los que tanto desseava. 
Cap. XXXIX. Como el príncipe Felinis de Ungria se combatió con Limparo de la Sierra e sus cavalleros, e saco de prisión a todos los que ay en prisión eran, aviendo gran plazer con Artilio de Brigel su amo, e los que ay estavan.
Cap. XL. Como el príncipe Felinis, por le aver suelto el don que le pediera Limparo de la Sierra, le dexo encantado en la prisión con sus cavalleros que tuviera a Artilio de Brigel, su amo, e lo que después acaescio.  
Cap. XLI. Como el Cavallero del Grifo se fue con la donzella Gramayda de Macedonia a servir a su señora la muy hermosa princesa Florisena, e de la batalla que ovo en el camino con el Cavallero de los Leones, e quien era. 
Cap. XLII. Como el príncipe Felinis de Ungria e don Floridior de Dalmacia se fueron encontra do a Sariastris, rey de Armenia, era. E de la aventura que les acaesció en aquel camino. 
Cap. XLIII. De la batalla que el príncipe Felinis e don Floridior hizieron con Membrun de Arcadia e el rey Sariastris su cormano, e después desto lo que les avino. 
Cap. XLIV. Como el príncipe Felinis e don Floridior fueron a hablar a la muy hermosa princesa Florisena e Leonisa de Frigia su cormana, por medio de Furiel de la Gruta, al qual después armo cavallero. 
Cap. XLV. Como don Felinis e don Floridior se fueron a la hueste del rey Sariastris de Armenia e la desbarataron, e se vinieron a la ciudad de Atria, donde sus amadas señoras eran. 
Cap. LXVI [sic]. Como estando el príncipe Felinis e don Floridior en la corte de la reina Aliastra, se supo claramente quien eran, e se trataron los casamientos con ellos e la hermosa princesa Florisena e Leonisa, e de la aventura que a Felinis ay avino. 
Cap. LXVI [sic]. De como la duquesa Almidana de Sapha entró en los palacios de la reina Aliastra de Macedonia, e de las cosas que ay hizo de concierto para en la gran ciudad suya de Arialia, e de lo que ay hablo sobre el nascimiento del noble cavallero don Philesbian de Candaria, hijo del príncipe Felinis e de la princesa Florisena. 
Cap. XLVIII. Como Madanida de Çindara encontró al bravo jayan Telagro de Oricia, e desbarato sus cavalleros que con ella ivan, queriendola llevar. E de la aventura que a ella y después al príncipe don Philesbian de Candaria le acaescio llevándolo a criar a Çindara, e como Madanida, andando por la espesura de la floresta, la ventura la guio a la casa deleitosa del buen cavallero viejo Fulcrano. 
Cap. XLIX. De lo que Astileo de Candaria hizo con su amada la infanta Dolobela en Suecia. E de la aventura que le acaescio al príncipe don Felinis viniendo con la hermosa princesa Florisena su esposa e compaña a Sapha. 
Cap. L. Como el cavallero novel se combatió con el príncipe don Felinis de Ungria, el qual el cavallero Argifo llamarse quiso. Como fueron apartados por la señora de las altas cumbres, e después se conoscio con Astileo de Candaria. 
Cap. LI. Como el cavallero Argifo fizo saber quien era, e de los príncipes y grandes señores que a las fiestas de Sapha vinieron, e las condiciones que pusieron se avian de guardar en los torneos fuessen.  
Cap. LII. Como don Feliciniso de Sama e Astileo de Candaria determinaron de ir a las fiestas de Sapha ascondidos. E de la aventura que les acaescio en el camino con el Cavallero de las Coronas, e se fueron juntos. 
Cap. LIII. Como entraron en el torneo los cavalleros que para el primero día estava ordenado entrassen. E lo que hizieron los tres cavalleros compañeros, que los de las Rosas llamamos. E de las joyas que allí se dieron. 
Cap. LIV. De lo que se hizo en el segundo e tercero torneos, e de las joyas que ay se ganaron, con la aventura que en las fiestas acaescio a la noble reina Aliastra de Macedonia.  
Cap. LV. Como la duquesa Almidana hablo muchas cosas que avian de venir, e algunas que se vieron. E consolo a la reina Florisena sobre la pérdida de su madre. E de la partida de Sapha de todos aquellos grandes señores para sus tierras. 